# Pleiomeris canariensis
Pleiomeris canariensis (Willd.) A.DC.  es una especie de fanerógama perteneciente a la antigua familia Myrsinaceae, ahora subfamilia Myrsinoideae.

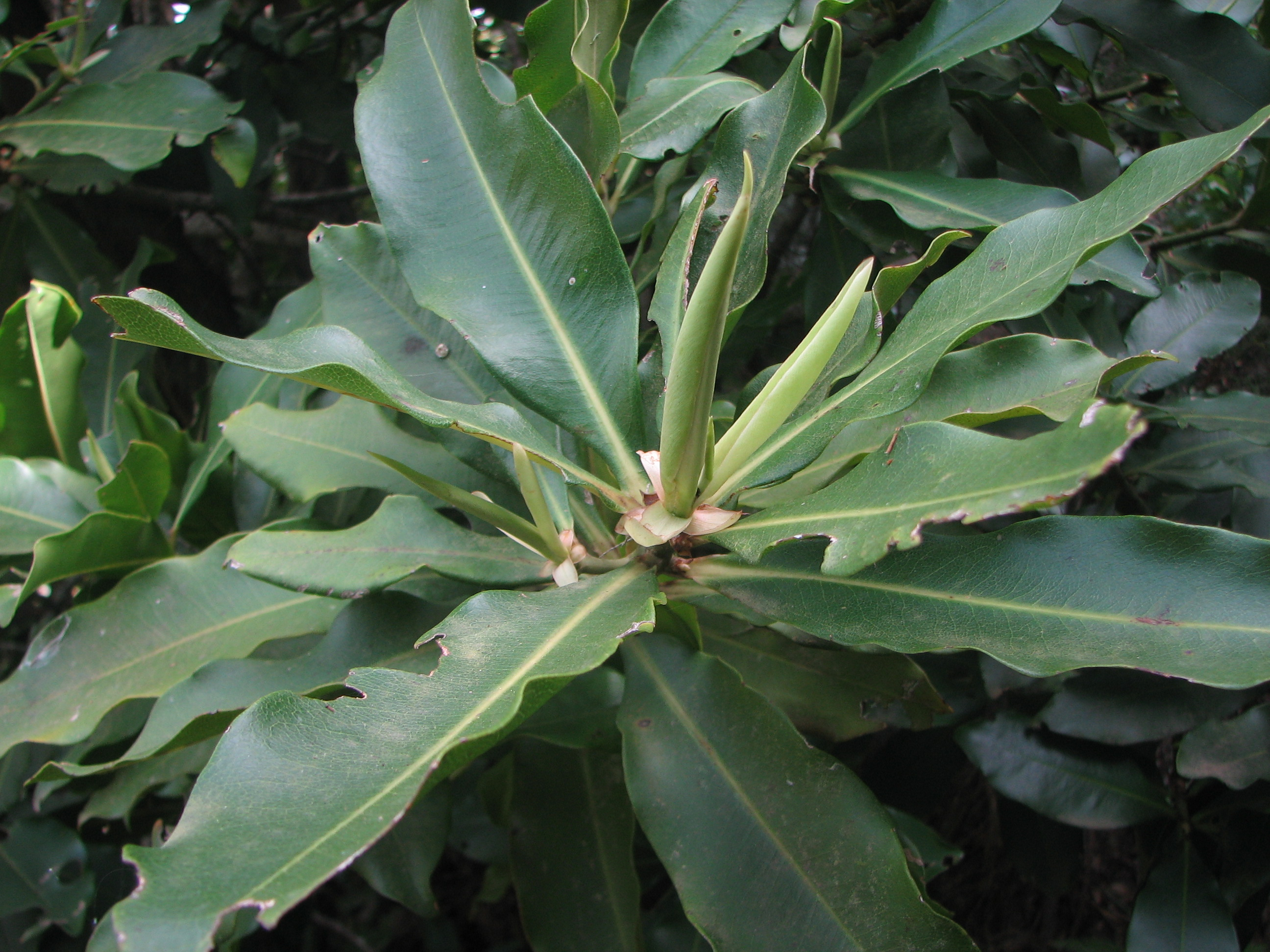
Detalle de las hojas

## Hábitat
Es una especie endémica de las islas Canarias que se localiza en zonas de laurisilva. Esta especie se incluye en el Catálogo de Especies Amenazadas de Canarias, como vulnerable, en las islas de Gran Canaria, Tenerife, La Gomera y La Palma.

## Descripción
Se trata de un árbol de hasta 15 m, que se diferencia por sus hojas, de elípticas a oblongas, con nervios prominentes y de hasta 15 cm de largo por 5 cm de ancho. Las flores, cuyos pétalos se encuentran unidos por la base, se disponen en pequeñas inflorescencias subsésiles y axilares y están formadas por pocas flores. 

## Taxonomía
Pleiomeris canariensis fue descrita por (Willd.) A.DC.   y publicado en Annales des Sciences Naturelles; Botanique, sér. 2, 16: 87. 1841.
Etimología
Pleiomeris: nombre genérico  de interpretación dudosa, aunque podría derivar del griego pleios, que significa "lleno o varios" y meris, que significa "parte o porción".
canariensis: epíteto geográfico que alude al archipiélago canario, en su sentido más amplio.
Sinonimia
- Manglilla canariensis  (Willd.) Roem. et Schult.
- Myrsine canariensis (Willd.) Spreng.
- Scleroxylon canariense Willd. basónimo[4]

## Nombre común
- Castellano: Se conoce como "delfino".